# Cinquante Mille Dollars
Cinquante Mille Dollars (Fifty Grand) est une nouvelle de l'écrivain américain Ernest Hemingway publiée dans The Atlantic Monthly en 1927, puis reprise la même année dans le recueil Men Without Women (en).
En France, il s'agit également du titre d'un recueil de nouvelles d'Hemingway.

## Résumé
Au camp d'entraînement de Danny Hogan, au New Jersey, Jack Brennan, l'actuel champion, se prépare en vue du combat de boxe qui l'opposera à Jimmy Walcott. Le récit est raconté par Jerry Doyle, son entraîneur et ami, qui est à ses côtés et tente de remonter le moral de Jack qui se fait peu d'illusions sur ses chances de remporter la victoire. Pendant ce temps, Hogan et Doyle discutent également de courses de chevaux.
Cette nuit-là, Jack Brennan ne trouve guère le sommeil. Mille pensées l'assaillent. Dans l'après-midi, John Collins, son gérant, et deux de ses amis arrivent au camp d'entraînement. Le gérant se rend avec Doyle dans la chambre où dort Jack. Il veut voir le champion sur pied dans une demi-heure. À ce moment-là, ils prennent tous un verre, puis les visiteurs repartent. Plus tard, en soirée, Jack suggère à Doyle de parier sur son adversaire. Lui-même a placé cinquante mille dollars sur la victoire de Walcott. Il se justifie en arguant qu'il ne peut le vaincre, et qu'il tient donc à profiter de la situation. Quand Brennan est suffisamment ivre, Doyle le met au lit. 
Le jour du combat, après la pesée, Jack et Doyle se rendent dans la chambre d'hôtel réservée pour eux New York. Ils jouent au cribbage pendant que John Collins vient faire son tour, et continuent de jouer aux cartes jusqu'au moment de se rendre au Madison Square Garden. Le combat a lieu et Jack Brennan fait preuve de remarquables qualités techniques. Après onze rounds, John Collins dit à Jack de céder la victoire à Walcott. Mais le champion continue de tergiverser.

## Thèmes
La nouvelle reprend en partie les thèmes (un combat de boxe, la notion du champion) et la technique narrative du point de vue d'un personnage déjà présents dans la nouvelle de jeunesse A Matter of Colour.

## Recueil de nouvelles

### Historique
En France, Cinquante Mille Dollars est également le titre d'un recueil publié en 1928 qui reprend la nouvelle éponyme et des nouvelles contenues dans les recueils originaux Men Without Women (en) et In Our Time.
Le contenu du recueil français sera ultérieurement modifié par l'éditeur français Gallimard.

### Liste des nouvelles du recueil français de 1928
- Cinquante Mille Dollars (Fifty Grand)
- Mon vieux (My Old Man)
- L'Invincible (The Undefeated)
- Le Champion (The Battler)
- Le Village indien (Indian Camp)
- Les Tueurs (The Killers)